# Onzo
Onzo là một đô thị ở tỉnh Savona ở vùng Liguria của Ý, có khoảng cách khoảng 80 km về phía tây nam của Genoa và khoảng 45 km về phía tây nam của Savona. Tại thời điểm ngày 31 tháng 12 năm 2004, đô thị này có dân số 217 người và diện tích là 8,2 km².
Đô thị Onzo có các frazioni (các đơn vị cấp dưới, chủ yếu là các làng) Varavo Superiore, Varavo Inferiore, Ponterotto, Menezzo, Costa, và Capitolo.
Onzo giáp các đô thị: Aquila di Arroscia, Casanova Lerrone, Castelbianco, Nasino, Ortovero, Ranzo, và Vendone.